# Crossoptilon
A Crossoptilon, magyarul fülesfácán a madarak osztályának tyúkalakúak (Galliformes) rendjébe, ezen belül a fácánfélék (Phasianidae) családjába és a fácánformák (Phasianinae) alcsaládba tartozó nem.

## Előfordulásuk
Kína és India területén honosak.

## Rendszerezés
A nembe az alábbi 4 faj tartozik:
- fehér fülesfácán (Crossoptilon crossoptilon)
- tibeti fülesfácán (Crossoptilon harmani)
- barna fülesfácán (Crossoptilon mantchuricum)
- kék fülesfácán (Crossoptilon auritum)